# Döllbach (Fliede)

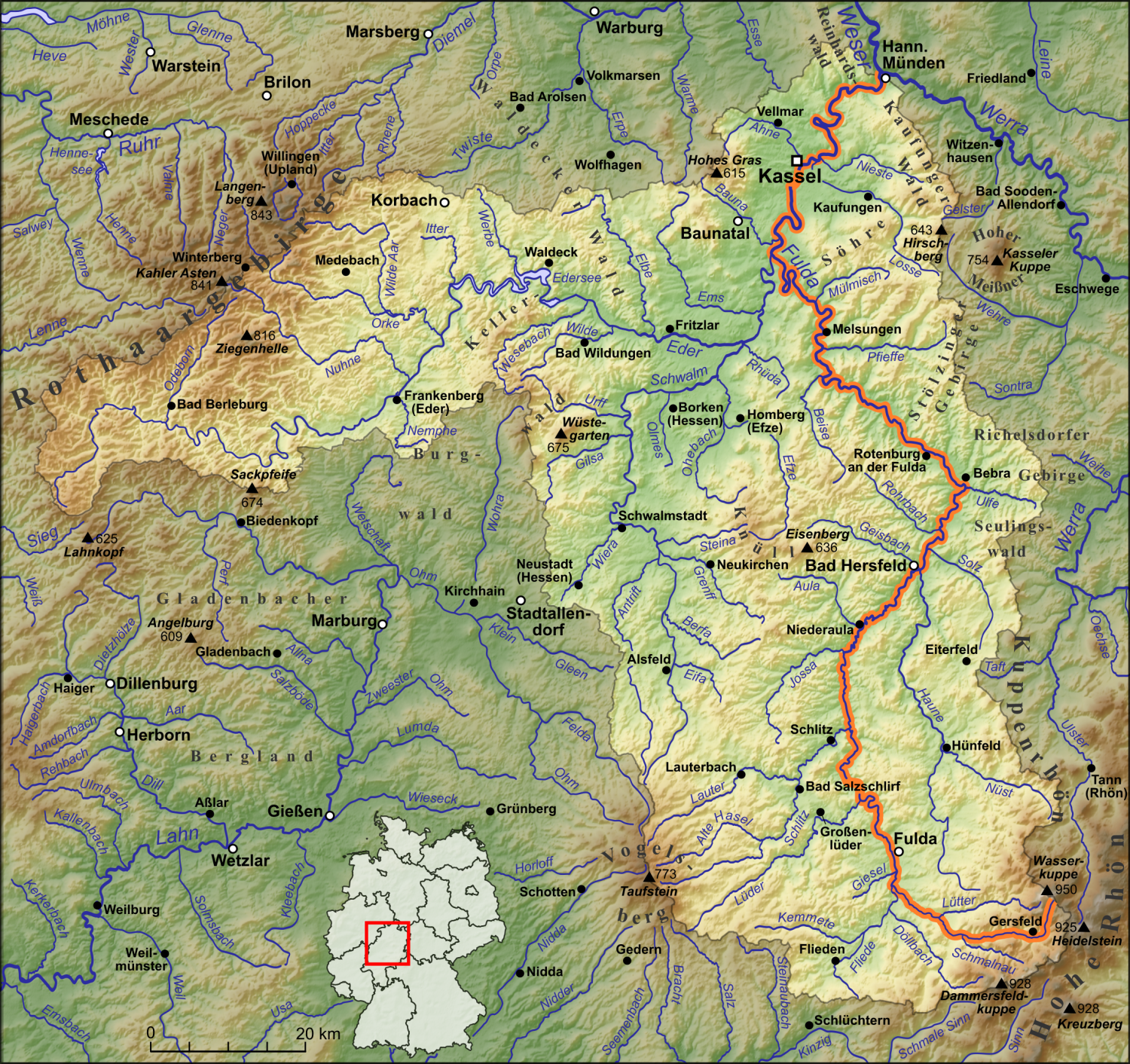
Der Verlauf der Döllbach aus der Rhön auf dem Weg zur Fulda (am Kartenende rechts)

Der Döllbach, im Oberlauf auch Wassergraben und im Mittellauf auch Döllau genannt, ist ein etwa 23,5 km langer, südöstlicher und orographisch rechter Zufluss der Fliede in den Landkreisen Bad Kissingen in Bayern und Fulda in Osthessen.

## Verlauf
Der Döllbach entspringt als Wassergraben in der Hohen Rhön. Seine Quelle liegt innerhalb des Biosphärenreservats Rhön im Gebiet des Truppenübungsplatzes Wildflecken am Südwestrand des Naturschutzgebiets Haderwald (NSG-Nr. 318486), das 1997 gegründet wurde und rund 17,83 km² groß ist. Sie befindet sich an der bayerisch-hessischen Grenze etwa 4 km ostnordöstlich des Dorfs Motten, dem Hauptort der gleichnamigen Gemeinde, zwischen der Dalherdakuppe (auch Dalherdaer Kuppe genannt; 800,6 m) im Norden und der Dreifeldskuppe (832 m) im Südosten auf etwa 710 m ü. NHN.
Etwas unterhalb seines Ursprungs fließt der Wassergraben auf etwa 300 m Länge im Naturpark Hessische Rhön durch hessisches Gebiet, um dann im Nordteil des bayerischen Landkreises Bad Kissingen in der Milseburger Kuppenrhön zwischen der Hohen Kammer (700 m) im Norden und dem Ehrenberg (ca. 674 m; Standort der Wallfahrtskirche Maria Ehrenberg) im Süden, nun Döllau genannt, westwärts in den Naturpark Bayerische Rhön einzufließen. Dort durchfließt er das unterhalb der zur Brückenauer Kuppenrhön gehörenden Großen Haube (Mottener Haube; 658,1 m) gelegene Dorf Motten, in dem er die Bundesstraße 27 unterquert und wonach sich das Fließgewässer nach Norden wendet.
Unterhalb von Motten bildet die Döllau die natürliche Grenze des bayerischen Landkreises Bad Kissingen (mit dem Naturpark Bayerische Rhön) im Osten zum hessischen Landkreis Fulda (mit dem Naturpark Hessische Rhön) im Westen, auf der von Westen aus Richtung Uttrichshausen kommend das Schmidtwasser einmündet. Kurz darauf passiert er entlang der B 27 das hessische Dorf Altenhof, das zum Ebersburger Ortsteil Thalau gehört. Fortan bildet er die natürliche Grenze von Rhön im Nordosten und Hessischem Landrücken im Südwesten.
Hiernach erreicht der Bach endgültig Hessen, wo er Döllbach heißt. Entlang der B 27 in Richtung Nordwesten verlaufend fließt er in das Gemeindegebiet von Eichenzell ein, wo er von der etwa 600 m langen Döllbachtalbrücke der Bundesautobahn 7 überbrückt ist. Anschließend fließt er, nach Einmünden des Zillbachs, durch das Dorf Döllbach, wonach der Thalaubach einmündet. Weiterhin entlang der B 27 mit der oberhalb davon angelegten BAB 7 verlaufend erreicht er das zu Eichenzell gehörende Dorf Rothemann. Dort verlässt der Bach den Naturpark Hessische Rhön und die B 27 und passiert das Neuhofer Dorf Hattenhof, wonach er erst die Bahnstrecke Fulda–Hanau (Kinzigtalbahn) und dann die Bundesstraße 40 unterquert.
Letztlich fließt der Döllbach durch das Eichenzeller Dorf Kerzell, um etwas nördlich davon, nach Unterqueren der K 100 und auf seinen letzten Bachmetern von Süden kommend, nach Überwindung von rund 446 m Höhenunterschied auf etwa 264 m Höhe in den dort auf ihren letzten Bachmetern von Westen heran fließenden Fulda-Zufluss Fliede (nahe Fliedebachkilometer 3,8) zu münden. Ihrer Mündung nördlich gegenüber liegt der Kerzeller Weiler Steinberg.

## Einzugsgebiet und Zuflüsse
Zu den Zuflüssen des Döllbachs, dessen Einzugsgebiet 75,082 km² umfasst, gehören mit orographischer Zuordnung (l = linksseitig, r = rechtsseitig), Gewässerlänge, Mündungsort mit Döllbachkilometer und – wenn bekannt – Einzugsgebietsgröße (bachabwärts betrachtet)/:
- Schmidtwasser (l; 7,2 km), unterhalb Motten (nahe km 14,65), 16,164 km²
- Zillbach (l; 3,8 km), oberhalb des Dorfs Döllbach (nahe km 10,55), 9,302 km²
- Thalaubach (r; 8,2 km), unterhalb des Dorfs Döllbach (nahe km 9,55), 9,262 km²
- Struthgraben (r; 1,4 km), unterhalb Hattenhof (nahe km 2,05)

## Name
In Rothemann wird der Bach auch „schöne Fulda“ genannt. Der Name kommt von einer Verschleifung von scanum Fulda (kurze Fulda), wie in alten Karten beschrieben und im Gegensatz zur „langen Fulda“, die durch das Nachbartal fließt.